# Beócia
A Beócia (em grego: Βοιωτιά, Moderno: [vi.oˈti.a], Antigo: [bojjɔːtí.a]; em latim Boeotia) é uma unidade regional da Grécia, localizada na região da Grécia Central. Sua capital é a cidade de Livadiá.
A Beócia está situada entre os golfos de Eubeia e Corinto, onde na Antiguidade havia muitas póleis, dentre elas Tebas (a principal), Plateias e Téspias.